# Ядвіга Мельштинська (старша)
Ядвіга (Єлизавета) з Мельштина, по шлюбі Пілецька (пол. Jadwiga (Elżbieta) z Melsztyńskich Pilecka)(пом.1404) — польська шляхтичка.

## Життєпис
Донька сандомирського воєводи і краківського каштеляна Яна Мельштинського і Зофії (Офки) з Ксьонжа. Її брат — Спитко II з Мельштина.
Ядвігу видали за Оттона з Піліці гербу Топор (помер 9 вересня 1385 року), котрий спочатку був генеральним руським (львівським), згодом великопольським генеральним старостою. Припускають, що вона була другою дружиною Оттона, оскільки він одружвся з нею в досить поважному віці. 
У цьому шлюбі Ядвіга народила Ельжбету, яка пізніше стала третьою дружиною польського короля Владислава II Ягайла (1417 року).
Також Ядвіга була хрещеною матір'ю короля Владислава ІІ Ягайла, який 15 лютого 1386 охрестився у Вавельському соборі для того, щоб одружився з Ядвігою I (в рамках Кревської унії).
1389 року Ядвігу разом з донькою викрав сілезький лицар Вісел Чамбор. Він хотів одружитися з Єлизаветою. Це викрадення зіпсувало відносини між Чамбором і королем Владиславом II Ягайлом. Останній відправив на порятунок Ядвіги і Єлизавети Яна з Їчіна. За дозволом короля Ян з Їчіна одружився з Ельжбетою.
1395 року помер зять Їчінський і донька Ядвіги вступила в шлюб втретє — за Вінцентія Грановського.
До 1404 року відомо, що Ядвіга доглядала за внуками. Опісля — зникли будь-які згади про Ядвігу, тому цей рік прийнято вважати роком її смерті.